# فرودگاه بومی شروره
فرودگاه بومی شروره (به انگلیسی: Sharurah Domestic Airport) یک فرودگاه نظامی و غیرنظامی با کد یاتا SHW است که یک باند فرود آسفالت دارد و طول باند آن ۳۶۵۰ متر است. این فرودگاه در کشور عربستان سعودی قرار دارد و در ارتفاع ۷۲۰ متری از سطح دریا واقع شده است.

## شرکت‌های هواپیمایی و مقصدهای پروازی
شرکت هواپیماییs offering scheduled passenger service:
| شرکت‌های هواپیمایی | مقصدهای پروازی                                   |
| ----------------- | ------------------------------------------------ |
| فلای‌ناس           | منطقه‌ای ابها                                     |
| هواپیمایی سعودی   | منطقه‌ای ابها، ملک عبدالعزیز، ملک خالد، محلی طائف |